# Antechinus argentus
Antechinus argentus — вид сумчастих тварин з родини кволових. 

## Поширення
Знайдений на південному сході штату Квінсленд, Австралія.

## Морфологія
Має загальний сріблястий / сірий колір з набагато більш світлими сріблястими ступнями і бруднуватий глибоко сіро-оливковий круп. A. argentus має разючу сріблясто-сиву голову, шию і плечі, з блідими, злегка уривчастими очними кільцями. A. argentus сильно розходиться генетично (по мтДНК) як від А. flavipes (9.0–11.2%) так і А. mysticus (7,2–7,5%).